# Ахмед Хусейн ас-Самарраи
Ахмед Хусейн Худайр ас-Самарраи (араб.احمد حسين السامرائي) — иракский политический деятель. Министр иностранных дел Ирака (1991—1992), премьер-министр Ирака (1993—1994).

## Биография
Ахмед родился в 1941 году в Иракском городе Самарра. В 1968 году некоторое время был членом Центрального Совета иракского регионального командования партии Баас.

### Деятельность при режиме Хусейна
Занимал различные государственные посты при Саддаме Хусейне:
Министр по делам молодежи (1982 −1983)
Начальник канцелярии президента Республики (1984—1991)
Министр финансов (март — сентябрь 1991), (июль 1992 — сентябрь 1993)
Министр иностранных дел (сентябрь 1991 — июль 1992)
Премьер-министр Ирака (сентябрь 1993 — май 1994)
Ахмед был снова избран начальником канцелярии президента республики в 1995 году и пробыл на этой должности до падения режима Хусейна в 2003 году, и это была его последняя должность.
Во время Иракской войны был арестован американскими войсками в 2003 году. В 2010 году Ахмед был отпущен.